# Kobresia simpliciuscula

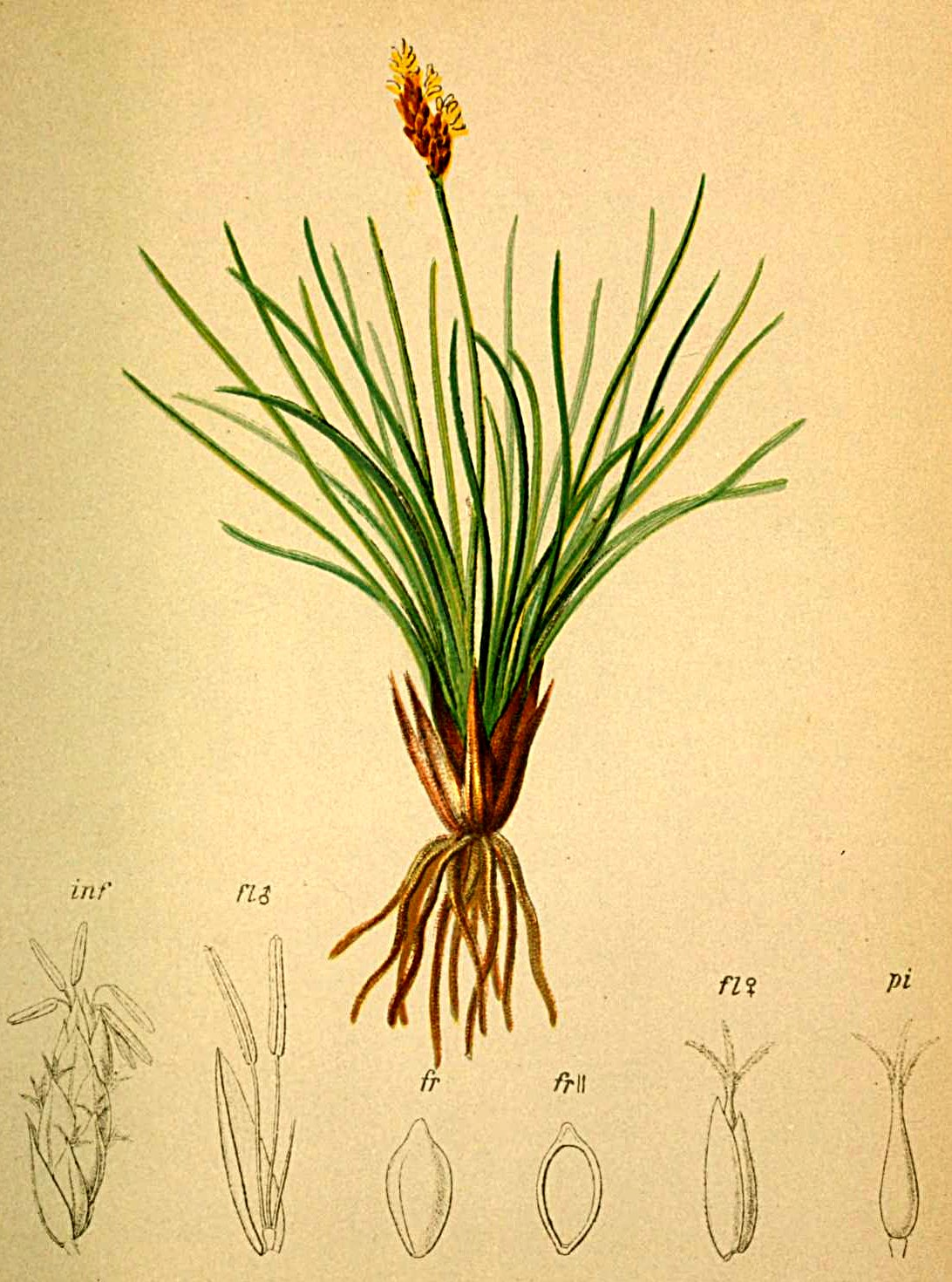
Ілюстрація з «Atlas der Alpenflora», 1882

Kobresia simpliciuscula — вид трав'янистих рослин родини осокові (Cyperáceae). Цей арктично-альпійський вид поширений в Північній Америці, Європі й Азії. Етимологія: лат. simplex — «простий», лат. usculus — «маленький».

## Таксономічні примітки
Рід Kobresia тісно пов'язаний з Carex, відрізняючись тим, що мішечок в повному обсязі не закриває горішок, а є відкритим, принаймні на вершині й, часто, вниз із боків. Крім того, кожен колосок має чоловічу квіточку зверху й жіночу — внизу.

## Опис
Це багаторічні трав'янисті рослини з розгалуженнями в листових піхвах. Утворюють дуже щільні купини; основи підземних гілок утворюють щільно розгалужений каудекс. Стебла 5–20(35) см × 0.4–0.7 мм, трикутні, грубі, жорсткі, сірувато-зелені. Всі листи базальні. Базальні частини покриті густими циліндрами старих піхов, широких і каштанових з численними злегка піднятими жилками. Листові пластини 2–20 см × 0.2–1.5(2) мм.
Суцвіття — щільна агрегація з 3–10 колосків, (8)10–35 × (2)3–8 мм. Колоски 0.4–0.8 мм завдовжки, як правило, щільні, рідко найнижчий на деякому віддаленні, від середньо-коричневого до червонувато-коричневого кольору. Приквітки коричневі, краї напівпрозорі, від яйцевидих до довгасто-яйцеподібних. Луски коричневі, яйцевиді, 2–3 мм, краї напівпрозорі, серединні жилки виразні майже до кінчика, вершини від тупих до підгострих. Пиляки 1–2 мм. Сім'янки 2–3 мм. 2n = 70–76.

## Відтворення
Статеве розмноження насінням; немає вегетативного розмноження. Адаптований до вітрозапилення. Немає адаптації до розсіювання насіння. Горішки, ймовірно, розповсюджуються пасивно водою, вітром або (іноді) птахами.

## Поширення
Цей арктично-альпійський вид поширений в Північній Америці (Аляска, Канада, Ґренландія, сх.-гір. США), Європі (Австрія, Велика Британія, Фінляндія, Франція, Німеччина, Швейцарія, Іспанія, Італія, Норвегія [вкл. Шпіцберген], Польща, Румунія, Словаччина, Швеція) й Азії (Туреччина, Росія). Вважається в Центральній Європі льодовиковим реліктом і зростає на висотах від 1300 до 2620 метрів. У Центральній Європі, як правило, дуже рідкісний і не зростає на великих площах.
Населяє неглибокі болота й болотисті місця, вологу й мокру тундру, гравійні й кам'янисті схили, як правило, на вапняних субстратах.